# 飯塚正二
飯塚 正二（いいづか しょうじ、1913年〈大正2年〉2月24日 - 1999年〈平成11年〉4月27日）は、昭和から平成時代の政治家。静岡県藤枝市長。

## 経歴
藤枝市出身。1930年（昭和5年）静岡県藤枝農学校卒業。
静岡県庁に入り、1966年（昭和41年）副出納長、1967年（昭和42年）事業部長、1968年（昭和43年）公営企業管理者を経て、1972年（昭和47年）藤枝市助役に転じた。
1976年（昭和51年）6月、藤枝市長に就任。4期務め、1992年（平成4年）引退した。
1999年（平成11年）4月27日死去、86歳。死没日をもって正五位に叙される。

## 栄典
勲章等
- 1992年（平成4年） - 勲三等瑞宝章[1]
- 1999年（平成11年） - 正五位